# Прохенитора Нуклео Дос, Бачоко (Росарио)
Прохенитора Нуклео Дос, Бачоко (шп. Progenitora Núcleo Dos, Bachoco) насеље је у Мексику у савезној држави Сонора у општини Росарио. Насеље се налази на надморској висини од 361 м.

## Становништво
Према подацима из 2010. године у насељу је живело 9 становника.

### Хронологија
| Година       | 2000      | 2005       | 2010 |
| ------------ | --------- | ---------- | ---- |
| Становништво | 7 (4 / 3) | 10 (3 / 7) | 9    |

### Попис
| # | Индикатор                     | Вредност |
| - | ----------------------------- | -------- |
| 1 | Укупно домаћинстава           | 4        |
| 2 | Укупно насељених домаћинстава | 2        |
| 3 | Величина локације             | 1        |